# 弘化橋
弘化橋（こうかばし）は、熊本県菊池郡大津町真木の菊池川水系矢護川に架かる道路橋である。名称より弘化年間に架橋されたと推測されている。

## 概要
石造の単一アーチ橋（眼鏡橋）であるが上部道路面は後年アスファルト・コンクリート構造によって拡張され、これにより現在も生活道路として活用されている。大津町の指定文化財。